# ماثيو ريان هودغ
ماثيو ريان هودغ (بالإنجليزية: Matthew Ryan Hoge)‏ هو مخرج أمريكي، ولد في 1974.

## وصلات خارجية
- ماثيو ريان هودغ على موقع IMDb (الإنجليزية)
- ماثيو ريان هودغ على موقع ألو سيني (الفرنسية)
- ماثيو ريان هودغ على موقع أول موفي (الإنجليزية)
- ماثيو ريان هودغ على موقع قاعدة بيانات الأفلام السويدية (السويدية)
- ماثيو ريان هودغ على موقع قاعدة بيانات الفيلم (الإنجليزية)
- ماثيو ريان هودغ على موقع كينوبويسك (الروسية)